# Gerechtigkeit (1920)
Gerechtigkeit ist ein deutscher Film aus dem Jahre 1920 unter der Regie von Štefan Lux nach einem Drehbuch von Josef B. Malina. Zu den Darstellern zählen Rudolph Schildkraut, Ernst Deutsch, Fritz Kortner, Hans Heinrich von Twardowski, Melanie Karbaum, Maria Zelenka und Paul Morgan. Er setzt sich mit dem Antisemitismus auseinander.
Produktionsfirma war die von Lux im Herbst 1919 gegründete Sozial-Film GmbH mit Sitz in Berlin. Lux hatte die Unterstützung von Julius Hirsch. Die Schauspieler waren prominent. Gedreht wurde in Goslar und Nürnberg. Der Film kam jedoch nie in die Kinos. Im März 1920, als die Premiere bereits geplant war, kam der Kapp-Putsch dazwischen. Später zog sich der Film-Finanzier, ein Eigentümer eines Kaufhauses in Berlin, zurück.